# Victor Nessler
Victor Ernst Nessler, född den 28 januari 1841 i Baldenheim, död den 28 maj 1890 i Strassburg, var en tysk tonsättare.
Nessler studerade först teologi, därefter musik i Leipzig, där han blev kormästare vid stadsteatern. Han skrev flera operor, varibland särskilt märks Der Rattenfänger von Hameln (1879), Der wilde Jäger (1881) och Trumpetarn från Säkkingen (1884, baserad på Joseph Victor von Scheffels dikt) som blev särskilt populära.